# Мадонна в меховом манто
Мадонна в меховом манто (тур. Kürk Mantolu Madonna) — роман турецкого писателя Сабахаттина Али.

## Содержание
Действие романа разворачивается в 20-е годы XX века. Он находит записную книжку Раифа, в которой описаны его воспоминания о посещении Берлина в 1920-х годах.
Раиф был послан отцом в Берлин для изучения технологии производства мыла. Прибыв в столицу Германии, Рауф большую часть времени тратит на чтение книг и знакомство с Берлином. Во время одной из прогулок по городу он однажды заходит в картинную галерею. Там внимание Раифа привлекает изображение молодой женщины в меховом манто. Молодой человек становится буквально одержим картиной, всё своё время он проводит смотря на неё. Вскоре внимание Раифа привлекает женщина, выглядящая точно так же, как и та, что изображена на портрете. Они знакомятся, женщину зовут Мария, картина, привлекшая внимание молодого турка — её автопортрет.